# Glee (serie televisiva)
Glee è una serie televisiva musicale statunitense, prodotta e trasmessa dal 2009 al 2015.
La serie è stata creata da Ryan Murphy, Brad Falchuk e Ian Brennan, il quale aveva inizialmente sviluppato l'idea di Glee come un film. I tre hanno scritto tutti gli episodi delle prime due stagioni, sia Murphy che Falchuk hanno inizialmente diretto alcune puntate dello show. L'episodio pilota fu trasmesso in America il 19 maggio 2009 e la prima stagione iniziò ufficialmente il 9 settembre 2009, terminando l'8 giugno 2010. Le successive stagioni hanno tutte seguito lo stesso schema, iniziando a settembre e terminando a giugno; la quinta stagione è iniziata negli USA il 26 settembre 2013, seguita da una sesta e ultima stagione..
In Italia, l'episodio pilota è stato trasmesso in anteprima su Fox il 25 dicembre 2009.
La prima stagione è iniziata il 21 gennaio 2010 e terminata il 30 ottobre dello stesso anno. La seconda stagione è iniziata il 2 dicembre 2010 e, a partire dall'undicesimo episodio (in onda negli USA il 6 febbraio e in Italia il 14), gli episodi vengono trasmessi a distanza di 48 ore in versione originale sottotitolata e la settimana seguente doppiati in italiano. A partire dalla quinta stagione, lo show va in onda su Sky Uno, con gli episodi sottotitolati trasmessi a meno di 24 ore di distanza dalla messa in onda in America e quelli doppiati in onda 12 giorni dopo. Le esibizioni in Glee si basano su numeri musicali scelti da Murphy, che cerca di bilanciare le scelte per mantenere i toni comici dello show e contemporaneamente utilizzare i brani più famosi. Le canzoni cantate nello show vengono distribuite su iTunes Store nella settimana della messa in onda della puntata e una serie di album di Glee sono stati commercializzati dalla Columbia Records.
La colonna sonora di Glee è stata un successo commerciale con oltre 36 milioni di singoli e 11 milioni di album venduti in tutto il mondo solo nel 2011. Il merchandise della serie include anche DVD e Blu-ray, un'applicazione per iPad e un gioco di karaoke per la console Wii. Dopo la seconda stagione ci sono stati dei tour con i protagonisti della serie; un film basato sul tour del 2011 Glee: The 3D Concert Movie è stato prodotto da Ryan Murphy e diretto da Kevin Tancharoen. Durante la prima stagione, Glee ha ricevuto recensioni generalmente positive dai critici, ricevendo un punteggio complessivo su Metacritic di 77 su 100, basato sulle recensioni di 18 critiche musicali.
La serie fu candidata a 19 Emmy Award, 4 Golden Globe, 6 Satellite Award e 57 altri premi, vincendo premi come il Golden Globe per la miglior serie televisiva nel 2010, un Emmy award per Jane Lynch e Neil Patrick Harris (come guest star) e per la direzione di Murphy nell'episodio pilota. Nel 2011 la serie ha vinto di nuovo il Golden Globe per la miglior serie televisiva, Lynch e Colfer hanno ricevuto il Golden Globe come migliori co-protagonisti mentre Gwyneth Paltrow ha vinto un Emmy come migliore guest star in una serie televisiva. Glee fu scelta da Fox per riempire lo spazio dopo il Super Bowl XLV nel 2011. Il 17 ottobre 2013, Murphy ha annunciato che la sesta stagione sarebbe stata quella conclusiva.
Dal 2022 Kevin McHale e Jenna Ushkowitz, ovvero i rispettivi attori di Artie Abrams e Tina Cohen-Chang, hanno iniziato un podcast re-watch della serie chiamato 'And That's What You Really Missed' in cui discutono di ogni singola puntata della serie, dopo averlo visionato, stagione dopo stagione, parlando dei retroscena, dei loro momenti preferiti durante quel periodo portando anche ospiti come altri membri del cast, membri della crew e dello staff interno. Il podcast completo si può ascoltare tramite piattaforma audio come Spotify e Apple Podcast.

## Trama
Will Schuester, professore di spagnolo alla William McKinley High School, vorrebbe riportare in vita il glee club, il gruppo di canto e ballo della scuola, ma questa attività extrascolastica non sembra destare l'interesse degli studenti. Schuester non demorde e riesce a raggruppare un gruppo diversificato di ragazzi assai talentuosi, considerati sfigati (in originale loser, "perdenti") dagli altri studenti, dando vita così alle Nuove Direzioni. In essi compaiono Rachel Berry, ragazza dotata ed estrosa ma piuttosto egocentrica, figlia di genitori omosessuali; Mercedes Jones, robusta ragazza afroamericana con manie di divismo; Tina Cohen-Chang, studentessa timida, balbuziente e dal look gotico; Kurt Hummel, esuberante ragazzo gay, appassionato di moda; Artie Abrams, un nerd chitarrista in sedia a rotelle e Finn Hudson, un ragazzo popolare, semplice e appassionato di sport, quarterback e main leader della squadra di football.
Poco dopo si aggiungeranno le cheerleader Santana Lopez, Brittany Pierce e Quinn Fabray, e gli atleti Noah Puckerman, Mike Chang e Matthew Rutherford. Nel corso della serie vengono raccontate le vicende dei singoli studenti e dei loro professori, e gli scontri tra il professor Schuester e la competitiva e temibile allenatrice delle cheerleader, Sue Sylvester, che non nasconde la sua preoccupazione quando vengono tagliati i fondi scolastici a discapito della sua squadra. Il Glee Club riesce a vincere le Provinciali e ha accesso alle Regionali, dove però arriva solo terzo. Il club rischia quindi di essere chiuso, come da accordo tra preside e Will Schuester, ma l'allenatrice Sue Sylvester si accorge che i ragazzi hanno talento e che, anche se non lo ammette, tiene a loro.
Obbliga quindi il preside Figgins a dare al club un altro anno per potersi rifare e vincere le Regionali. Durante la seconda stagione Matt cambia scuola e viene sostituito da Sam Evans, un belloccio muscoloso. Altri personaggi che entrano a far parte del cast di Glee sono Lauren Zizes, ragazza mascolina e in sovrappeso, dal look piuttosto kitsch, che intraprende una relazione con Puck; Blaine Anderson, ragazzo membro del coro degli Usignoli, fidanzato di Kurt; la stonata Sugar Motta; Rory Flanagan, un ragazzo irlandese venuto in America con un programma di scambio e un ragazzo profondamente cristiano di nome Joseph Hart.
Dopo il diploma di alcuni membri originali del glee club, si uniscono al club anche Jake Puckerman, fratellastro sconosciuto di Puck, Marley Rose, una ragazza povera ma molto talentuosa, Wade "Unique" Adams, ragazza transessuale ed ex-membro dei Vocal Adrenaline, Ryder Lynn, giocatore di football dislessico, e Kitty Wilde, il nuovo capitano dei Cheerios. Nel 99º episodio viene annunciata la chiusura del "Glee Club", a causa del piazzamento al secondo posto alle nazionali: tra il centesimo e il centunesimo episodio ritornano tutti i vecchi personaggi per ricordare e cantare insieme le canzoni del Glee Club, l'ambientazione si sposta a New York per il resto della quinta stagione per seguire le vicende di Rachel e Kurt alla NYADA (New York Academy of Dramatic Arts).
La sesta stagione comincia con il ritorno di Rachel a Lima dopo il suo flop televisivo, e i 13 episodi si incentrano sul tema del "ricostruire" sia la vita di Rachel sia il Glee Club al McKinley che ora è una prestigiosa scuola, che allena cheerleader di successo e giocatori di football con un futuro promettente, mentre Blaine e Kurt si relazionano e vivono nuove esperienze dopo la rottura.

## Episodi
| Stagione         | Episodi | Prima TV USA | Prima TV Italia |
| ---------------- | ------- | ------------ | --------------- |
| Prima stagione   | 22      | 2009-2010    | 2009-2010       |
| Seconda stagione | 22      | 2010-2011    | 2010-2011       |
| Terza stagione   | 22      | 2011-2012    | 2011-2012       |
| Quarta stagione  | 22      | 2012-2013    | 2012-2013       |
| Quinta stagione  | 20      | 2013-2014    | 2013-2014       |
| Sesta stagione   | 13      | 2015         | 2015            |

## Personaggi e interpreti
Gli iniziali membri del cast principale erano il direttore del club e insegnante di spagnolo Will Schuester (Matthew Morrison), la coach delle cheerleader della scuola Sue Sylvester (Jane Lynch), la psicologa scolastica Emma Pillsbury (Jayma Mays), affetta da disturbo ossessivo compulsivo, la moglie di Will Terri (Jessalyn Gilsig), e dodici membri del club interpretati da: Rachel Berry (Lea Michele), Finn Hudson (Cory Monteith), Kurt Hummel     (Chris Colfer), Artie Abrams (Kevin McHale), Mercedes Jones (Amber Riley), Quinn Fabray (Dianna Agron), Noah Puckermann, detto Puck (Mark Salling), Santana Lopez (Naya Rivera), Brittany S. Pierce (Heather Morris), Tina Cohen-Chang (Jenna Ushkowitz), Mike Chang (Harry Shum Jr.) e Matt Rutherford (Dijon Talton).
Nelle stagioni successive, il cast principale si è allargato arrivando talvolta a quattordici o quindici membri, arrivando a comprendere membri secondari come Kitty Wilde, Wade "Unique" Adams, Jake Puckermann, Marley Rose.
- Will Schuester (stagioni 1-6), interpretato da Matthew Morrison, doppiato da Francesco Prando.
- Rachel Berry (stagioni 1-6), interpretata da Lea Michele, doppiata da Domitilla D'Amico.
- Finn Hudson (stagioni 1-4), interpretato da Cory Monteith, doppiato da Flavio Aquilone
- Sue Sylvester (stagioni 1-6), interpretata da Jane Lynch, doppiata da Roberta Greganti.
- Kurt Hummel (stagioni 1-6), interpretato da Chris Colfer, doppiato da Jacopo Bonanni
- Artie Abrams (stagioni 1-6), interpretato da Kevin McHale, doppiato da Alessio Puccio.
- Tina Cohen-Chang (stagioni 1-6), interpretata da Jenna Ushkowitz, doppiata da Letizia Ciampa.
- Mike Chang (stagioni 1-3; ricorrente 4-6), interpretato da Harry Shum Jr., doppiato da Davide Quatraro.
- Mercedes Jones (stagioni 1-6), interpretata da Amber Riley, doppiata da Alessia Amendola.
- Noah Puckerman (stagioni 1-3; ricorrente 4-6), interpretato da Mark Salling, doppiato da Andrea Mete.
- Quinn Fabray (stagioni 1-3; ricorrente 4-6), interpretata da Dianna Agron, doppiata da  Valentina Mari .
- Santana Lopez (stagioni 1-6), interpretata da Naya Rivera, doppiata da Valeria Vidali.
- Brittany S. Pierce (stagioni 1-4, 6; ricorrente 5), interpretata da Heather Morris, doppiata da Sabine Cerullo.
- Emma Pillsbury (stagioni 1-4; ricorrente 5-6), interpretata da Jayma Mays, doppiata da Ilaria Latini.
- Blaine Anderson (stagioni 2-6), interpretato da Darren Criss, doppiato da Nanni Baldini.
- Sam Evans (stagioni 2-6), interpretato da Chord Overstreet, doppiato da Marco Vivio.
- Burt Hummel (stagioni 1-6), interpretato da Mike O'Malley, doppiato da Giuliano Santi.
- Terri Delmonico (stagione 1; ricorrente 2; guest 4, 6), interpretata da Jessalyn Gilsig, doppiata da Chiara Colizzi.
- Shannon Beiste (ricorrente stagioni 2-5), poi Sheldon (stagione 6) interpretata da Dot-Marie Jones, doppiata da Angiola Baggi.
- Wade Adams, in arte "Unique" (stagioni 4-5; ricorrente 3, 6), interpretato da Alex Newell, doppiato da Gabriele Patriarca
- Jake Puckerman (stagioni 4-5, guest 6), interpretato da Jacob Artist, doppiato da Daniele Raffaeli.
- Marley Rose (stagioni 4-5), interpretata da Melissa Benoist, doppiata da Valentina Favazza.
- Ryder Lynn (stagioni 4-5, guest 6), interpretato da Blake Jenner, doppiato da Luca Ferrante.
- Kitty Wilde (stagioni 4-6), interpretata da Becca Tobin, doppiata da Francesca Manicone.
- Spencer Porter (stagione 6), interpretato da Marshall Williams, doppiato da Emiliano Coltorti.
- Roderick Meeks (stagione 6), interpretato da Noah Guthrie, doppiato da Daniele Giuliani.
- Jane Hayward (stagione 6), interpretata da Samantha Marie Ware, doppiata da Chiara Gioncardi.
- Mason McCarthy (stagione 6), interpretato da Billy Lewis Jr., doppiato da Leonardo Graziano.
- Madison McCarthy (stagione 6), interpretata la Laura Dreyfuss, doppiata da Francesca Rinaldi.
- Becky Jackson (ricorrente stagioni 1-6), interpretata da Lauren Potter, doppiata da Ughetta d'Onorascenzo.
- Jesse St. James (ricorrente stagioni 1-3, 6), interpretato da Jonathan Groff, doppiato da Francesco Pezzulli.
- Preside Figgins (ricorrente stagioni 1-6) interpretato da Iqbal Theba, doppiato da Antonio Sanna.

### Guest star
Numerosi personaggi del mondo dello spettacolo hanno dato la loro partecipazione alla serie in veste di guest star e ruoli ricorrenti. 
- Nella prima stagione, la rapper Eve ha interpretato l'allenatrice di un coro rivale, Grace Hitchens.
- Le star di Broadway Kristin Chenoweth e Idina Menzel sono apparse rispettivamente nei ruoli di April Rhodes, una cantante fallita e alcolizzata, ex compagna di scuola di Will Schuester, e Shelby Corcoran, coach dei Vocal Adrenaline e madre biologica di Rachel Berry.
- Olivia Newton John e Josh Groban hanno invece interpretato loro stessi; la prima ha inoltre cantato il suo successo Physical insieme all'attrice Jane Lynch (Sue Sylvester).
- Gli attori Molly Shannon e Neil Patrick Harris hanno fatto una breve apparizione, rispettivamente nei ruoli dell'insegnante Brenda Castle e dell'ex compagno di scuola di Will, Bryan Ryan.
- Il cantante e attore Jonathan Groff ha invece interpretato il personaggio ricorrente di Jesse St. James in otto episodi della prima stagione, tre episodi della seconda e due della terza e torna nella sesta stagione, rimanendo fino all'ultimo episodio quando vediamo che il suo personaggio si è sposato con il personaggio di Rachel Berry.
- Britney Spears interpreta se stessa nell'episodio della seconda stagione a lei dedicato, Britney/Brittany. Nello stesso episodio fa la prima apparizione John Stamos nel ruolo del dentista e fidanzato di Emma Carl Howell.
- Gwyneth Paltrow appare in cinque episodi nei panni della supplente Holly Holliday, mentre Charice Pempengco interpreta in tre episodi la studentessa Sunshine Corazon.
- La giornalista Katie Couric fa una breve apparizione nel ruolo di sé stessa mentre Ricky Martin interpreta David Martinez, un insegnante di spagnolo.
- Jeff Goldblum interpreta Hiram Berry e Brian Stokes Mitchell Leroy Berry, i due padri di Rachel.
- Matthew Bomer interpreta Cooper Anderson, fratello maggiore di Blaine.
- Nell'episodio della terza stagione dedicato alle Nazionali appare nel ruolo di sé stessa Lindsay Lohan, mentre Whoopi Goldberg ricopre il ruolo di Carmen Tibideaux, preside dalla Nyada in tre episodi della terza stagione e in alcuni della quarta e della quinta.
- Nell'episodio finale della terza stagione e nell'episodio 8 della sesta stagione appare Gloria Estefan nel ruolo della madre di Santana.
- Nella quarta stagione, Kate Hudson interpreta Cassandra July, insegnante di ballo alla NYADA; dalla terza puntata appare anche Sarah Jessica Parker nel ruolo di Isabelle Wright, manager di Vogue.com che sarà mentore di Kurt Hummel nella sua esperienza lavorativa nel mondo della moda.
- Nella quinta stagione, la cantante Demi Lovato interpreta il ruolo ricorrente di Dani, una ragazza lesbica che ha una relazione con Santana ed entra a far parte della band "Pamela Lansbury" con Rachel, Kurt, Santana e Elliot.
- Nella quinta stagione, il cantante Adam Lambert interpreta il ruolo ricorrente di Elliot "Starchild" Gilbert, un cantante che si unisce alla band di Kurt, Rachel, Santana e Dani.

## Musiche e coreografie

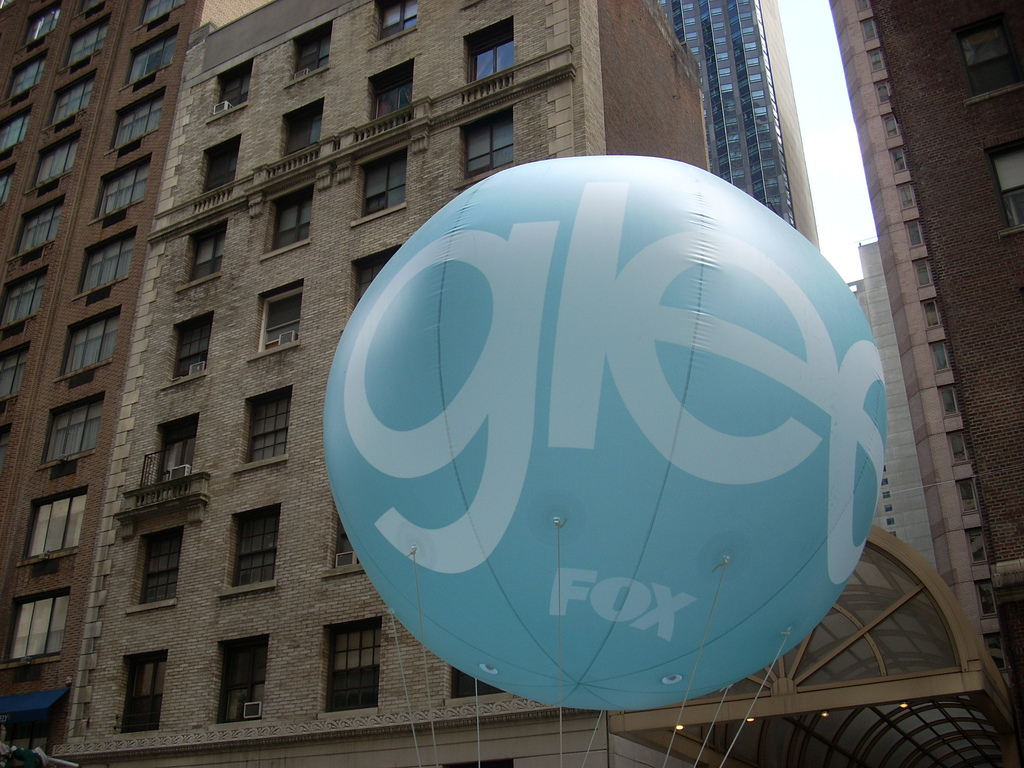
Il pallone promozionale di Glee a New York

La serie è caratterizzata dalla presenza di numerose canzoni, eseguite dagli stessi interpreti e inserite all'interno di ogni singola puntata secondo il percorso narrativo. I vari segmenti musicali vengono rappresentati sotto forma di esibizioni, dando modo alla serie di basarsi sulla realtà. Ryan Murphy è responsabile della selezione di tutte le canzoni e si sforza di mantenere un equilibrio tra spettacolo e successi da hit parade. Le canzoni sono scelte come parte integrante per lo sviluppo della trama: dopo aver scritto la sceneggiatura di ogni episodio, Murphy sceglie un certo numero di canzoni che possono in qualche modo avere a che fare con la storia.
Nel corso della serie sono pubblicate sotto l'etichetta Columbia Records diverse compilation di brani eseguiti dai protagonisti. La prima compilation, Glee: The Music, Volume 1, è stata pubblicata il 3 novembre 2009, la seconda compilation, Glee: The Music, Volume 2, è stata pubblicata l'8 dicembre 2009. Le canzoni sono scaricabili su iTunes dopo la messa in onda di ogni episodio. Il primo singolo estratto dalle compilation è Don't Stop Believin', cover eseguita dall'intero cast dell'omonimo brano dei Journey. Il brano ha raggiunto la posizione numero 4 della classifica della Billboard Hot 100.
Molti artisti internazionali hanno ceduto dei loro brani da utilizzare all'interno della serie. Tra i brani utilizzati figurano Everybody Wants to Rule the World dei Tears For Fears, You Keep Me Hangin' On delle Supremes e Somebody to Love dei Queen. Billy Joel ha messo a disposizione alcuni brani del suo repertorio. Rihanna ha ceduto il suo singolo Take a Bow. Molti altri artisti, come Adam Lambert, hanno offerto l'utilizzo delle loro canzoni gratuitamente. La popstar Madonna ha concesso i diritti per il suo intero catalogo: per questo motivo un episodio del 2010 è interamente dedicato a lei e alle sue canzoni. In occasione del Natale 2010 l'intero cast ha realizzato un'esclusiva cover di Last Christmas degli Wham!, .

Il coreografo di Glee, Zach Woodlee, dispone dai cinque agli otto numeri per ogni episodio. Una volta che i diritti musicali sono acquisiti, le canzoni vengono eseguite e pre-registrate dal cast. Woodlee prepara le coreografie di danza, che vengono poi insegnate al cast. I numeri possono richiedere diverse settimane di preparazione, a seconda della complessità della coreografia. Ogni episodio costa attorno ai 3 milioni di dollari e la lavorazione può durare fino a 10 giorni, nel caso di una coreografia elaborata.

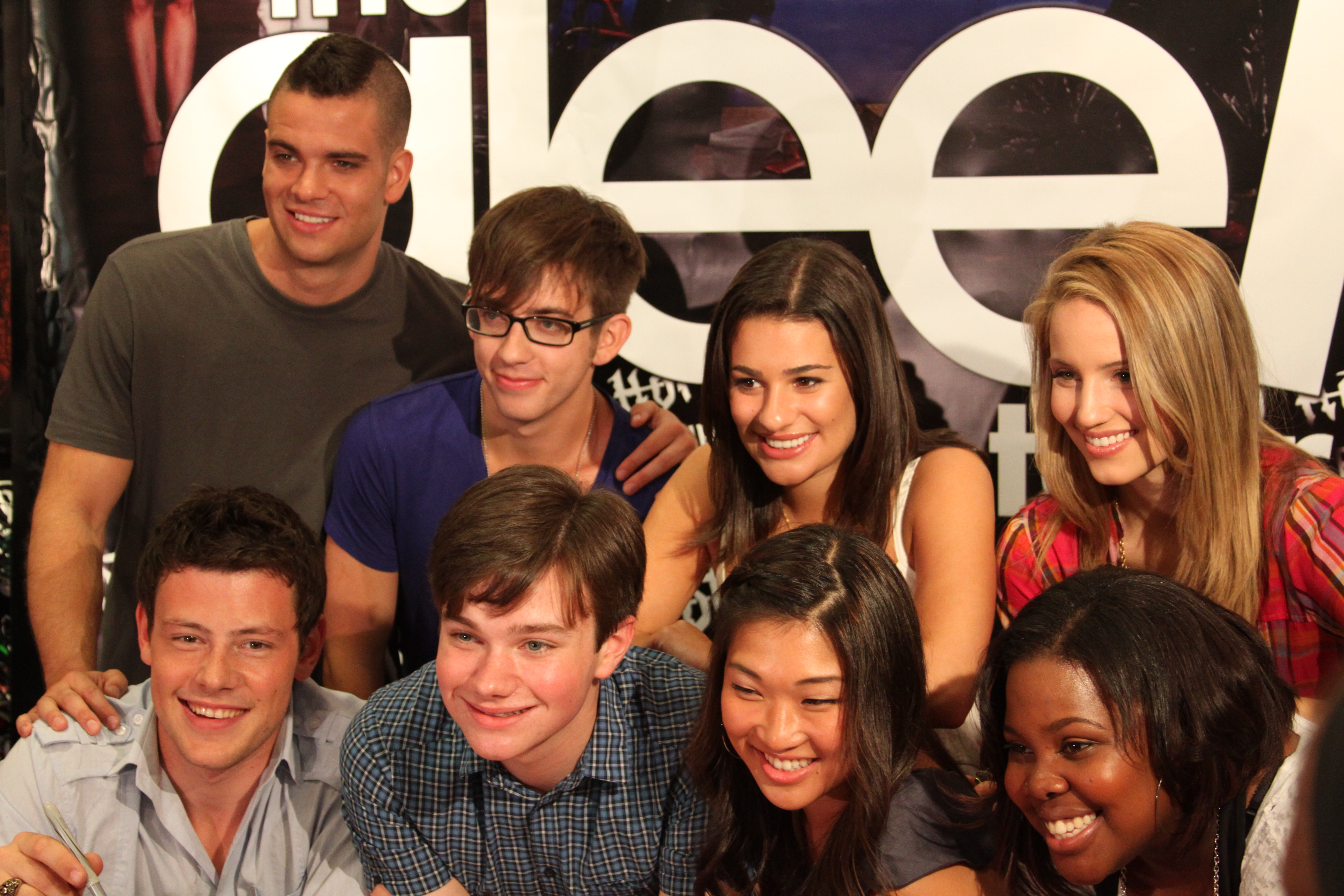
Il cast di Glee nel 2009.

## Distribuzione

### Edizione DVD
L'episodio pilota della serie è stato commercializzato in DVD con il titolo Glee - Pilot Episode: Director's Cut nella regione 1 a partire dal 1º settembre 2009. Il DVD contiene un'anteprima del secondo episodio, La strada per il successo e vari contenuti speciali, tra cui un commento di Ryan Murphy. In Italia il DVD dell'episodio pilota è stato commercializzato con il titolo Glee - Il film a partire dal 3 febbraio 2010.
Glee - Volume 1: Road to Sectionals contiene i primi tredici episodi della prima stagione. Il DVD è stato commercializzato in un cofanetto composto da quattro dischi a partire dal 29 dicembre 2009, nella regione 1. In Italia sono disponibili tutte le sei stagioni complete in DVD.

## Riconoscimenti
Di seguito vengono proposti i premi vinti dalla serie TV:
- Satellite Awards 2009:
  - Miglior serie commedia o musicale
  - Miglior attore in una serie commedia o musicale a Matthew Morrison
  - Miglior attrice in una serie commedia o musicale a Lea Michele
  - Miglior attrice non protagonista in una serie, miniserie o film per la televisione a Jane Lynch
  - Migliore guest star a Kristin Chenoweth
- People's Choice Awards 2010
  - Favorite New TV Comedy
- Golden Globes 2010
  - Miglior serie commedia o musicale
- Screen Actors Guild Awards 2010
  - Miglior cast - Commedia o serie comica
- GLAAD Media Awards 2010
  - Miglior serie commedia
- TCA Awards 2010:
  - Miglior nuovo show
  - Programma dell'anno
  - Miglior risultato individuale in una serie comedy
- Premio Emmy 2010:
  - Miglior attrice non protagonista in una serie commedia a Jane Lynch per l'episodio The Power of Madonna (Come Madonna)
  - Miglior attore ospite in una serie commedia a Neil Patrick Harris per l'apparizione nell'episodio Dream On (Continua a sognare)
  - Miglior regia per una serie commedia per l'episodio Pilot (Voci fuori dal coro)
  - Miglior mixaggio per una serie commedia o drammatica (un'ora) per l'episodio The Power of Madonna (Come Madonna)
- Dorian Awards 2010:
  - Serie, miniserie o film tv commedia o musicale dell'anno
  - Serie, miniserie, film tv o altra trasmissione "campy" dell'anno
  - Performance dell'anno di genere commedia o musicale a Jane Lynch
- Golden Globe 2011
  - Miglior serie commedia o musicale
  - Miglior attore non protagonista in una serie a Chris Colfer
  - Migliore attrice non protagonista in una serie a Jane Lynch
- Dorian Awards 2011:
  - Serie, miniserie o film tv commedia o musicale dell'anno
  - Serie, miniserie, film tv o altra trasmissione a tematica LGBTQ dell'anno
  - Performance dell'anno di genere commedia o musicale a Chris Colfer e Jane Lynch (ex aequo)
  - Premio Stella emergente a Darren Criss
- People's Choice Awards 2012
  - Miglior Attrice Protagonista in una comedy series a Lea Michele
  - Miglior Icona Maschile a Chris Colfer
  - Miglior comedy series musicale
- Teen Choice Awards 2012
  - Choice TV Show Comedy
  - Choice TV Actor Comedy Chris Colfer
  - Choice TV Actress Comedy Lea Michele
- Dorian Awards 2012:
  - Serie tv o altra trasmissione musicale dell'anno
- People's Choice Awards 2013
  - Favorite Comedic TV Actress Lea Michele
  - Favorite Comedic TV Actor Chris Colfer
- Teen Choice Awards 2013
  - Choice TV Show Comedy
  - Choice TV Actress Comedy Lea Michele
  - Choice TV Male Breakout Star Blake Jenner
  - Choice TV Male Sceane Stealer Chord Overstreet
- People's Choice Awards 2014
  - Favorite Comedic TV Actor Chris Colfer
  - Favorite TV Gal Pals Rachel & Santana
- Teen Choice Awards 2014
  - Choice Tv Actress Comedy Lea Michele
- People's Choice Awards 2015
  - Favorite Comedic Tv Actor Chris Colfer

## Influenza culturale
Nel giro di breve tempo negli Stati Uniti la serie è diventata un cult, con una media di otto milioni di telespettatori a puntata, apprezzata sia dal pubblico che dalla critica. I fan di Glee vengono comunemente chiamati "gleeks", una parola macedonia che mischia Glee, con geek. La Fox ha indetto un concorso chiamato "Biggest GLEEK", per misurare le attività dei fan attraverso il social networking e l'ausilio di siti come MySpace e Facebook. Molti fan hanno ricreato e condiviso su YouTube diversi numeri musicali della serie, in segno di omaggio. Per questo la produzione ha messo a disposizione le versioni strumentali delle canzoni presenti nella serie.
In Italia il 21 dicembre 2009, in occasione della messa in onda della serie, è stato allestito un flash mob, in cui numerosi ragazzi e ragazze hanno ballato sulle note di Don't Stop Believin', Gold Digger e Somebody to Love all'interno della Galleria Alberto Sordi di Roma. A partire dal 10 gennaio 2011 Fox Italia ha indetto sul suo sito ufficiale il concorso ugc Glee Audition Contest, chiedendo agli utenti di interpretare con originalità le coreografie di uno dei tre brani proposti, tratti dalla seconda stagione: Empire State of Mind, Telephone e Toxic. Una delle prove della quarta stagione di MasterChef USA è stata ambientata sul set di Glee, con Jane Lynch che ha scelto le squadre.

## Altri media

### Film
Nel 2011 è stato realizzato il film documentario in 3D Glee: The 3D Concert Movie, diretto da Kevin Tancharoen. Il film documenta le quattro settimane del Glee Live! In Concert!, una serie di concerti che i membri del cast hanno intrapreso nel Nord America ed in Europa, con backstage ed esibizioni live.
Il film è uscito nelle sale statunitensi il 12 agosto 2011, con due settimane di programmazione. In Italia il film è stato proiettato nelle sale del circuito The Space Cinema per quattro giorni, dal 16 al 20 settembre 2011.

## Videogiochi
Nel 2010 è stato pubblicato sulla piattaforma Wii il videogioco Karaoke Revolution Glee, che rende disponibili 29 tra i brani più importanti della prima parte della prima stagione. Nel 2011 esce il secondo volume della serie, sempre per la stessa console, che contiene 20 tra le canzoni più importanti della seconda parte della prima stagione; sempre nello stesso anno esce anche il terzo ed ultimo volume, che contiene 34 canzoni della seconda stagione.
Per smartphone e tablet, sono usciti tre videogiochi musicali basati sulla serie: 
- Nel 2010 è stato pubblicato Glee Karaoke, creato da Smule. Il gioco, che presentava canzoni della prima e della seconda stagione, è stato poi cancellato dagli sviluppatori due anni dopo.
- Nel 2010 la Tapulous, casa produttrice della famosa serie di giochi musicali per dispositivi mobili Tap Tap Revolution, ha creato Tap Tap Glee, che permetteva di suonare vari brani della prima e della seconda stagione, grazie a delle note a scorrimento verticale, che andavano premute al momento giusto. Il gioco è stato poi cancellato insieme a tutti gli altri componenti della saga Tap Tap.
- Nel 2015 la KLab Games ha reso disponibile sugli store Apple e Android il gioco musicale Glee Forever!, dal funzionamento simile a quello di Tap Tap Glee. Il gioco permette di suonare 8 brani della prima stagione, 12 brani della seconda stagione, 13 brani della terza stagione e 3 brani della quarta stagione, tutti divisi in 9 capitoli "storia" da 4 brani ciascuno; a questi, si aggiungono i brani "assolo", ovvero 14 assoli dei vari personaggi della serie, sbloccabili acquisendo vari potenziamenti per gli artisti. L'ultima categoria di brani è la categoria "eventi", all'interno della quale sono presenti brani giornalieri, eventi mensili e settimanali; questa categoria presenta un brano supplementare della prima stagione (più tre brani già presenti nella categoria "storia", con difficoltà però elevate), tre brani supplementari della seconda stagione (più due brani già presenti nella modalità "storia", ma con difficoltà elevate), due brani supplementari della terza stagione, quattro brani supplementari della quarta stagione, sei brani della quinta stagione e cinque brani della sesta stagione. In totale, i brani disponibili sono 72. Durante il mese di marzo 2016, KLab ha annunciato che il gioco sarebbe stato rimosso dagli store il 31 maggio dello stesso anno.